# Pokrovsk (huyện)
Huyện Pokrovsk (tiếng Ukraina: Покровський район, chuyển tự: Pokrovsʹks’kyi raion) cho đến năm 2016: Huyện Krasnoarmiisk (tiếng Ukraina: Красноармійський район, chuyển tự: Krasnoarmiisks’kyi raion) là một huyện của tỉnh Donetsk thuộc Ukraina. Huyện Krasnoarmiisk có diện tích 1316 km², dân số theo điều tra dân số ngày 5 tháng 12 năm 2001 là 37384 người với mật độ 28 người/km2. Trung tâm huyện nằm ở Pokrovsk (tên cũ Krasnoarmiisk).